# Amato Ronconi
Amato Ronconi (ur. ok. 1225 w Saludecio, zm. 8 maja 1292 tamże) – włoski tercjarz franciszkański (OFS), święty Kościoła katolickiego.
W Saludecio, koło Rimini, założył szpital-przytułek dla pielgrzymów, istniejący do dziś jako dom starców.
Zmarł śmiercią naturalną w rodzinnym mieście. Jego kult został zatwierdzony przez papieża Piusa VI w dniu 17 kwietnia 1776. Dekret o heroiczności cnót wydał Franciszek (9 października 2013), a termin jego kanonizacji wyznaczył na 23 listopada 2014 roku. Tego dnia na placu świętego Piotra papież Franciszek kanonizował jego i 5 innych błogosławionych.
Wspomnienie liturgiczne św. Amato obchodzone jest w Kościele katolickim w dies natalis (8 maja).